# Value at Risk
Value at Risk ( VaR)  é um método para avaliar o risco em operações financeiras. O VaR resume, em um número, o risco de um produto financeiro ou o risco de uma carteira de investimentos , de um montante financeiro. Esse número representa a pior perda esperada em um dado horizonte de tempo e é   associado a um intervalo  de confiança.
Existem várias  técnicas de avaliação do risco de operações financeiras, tais como Back Test, Stress Test, Expected Shortfall, além do  Value at Risk.  Essas técnicas visam quantificar o risco de mercado, ou seja, do risco de perdas monetárias decorrentes da variação de preços, de taxas de juros ou de taxas de câmbio. 
Normalmente o VaR é calculado com 95%, 97,5% ou 99% de confiança. Este nível de confiança nos indica que é esperada perda maior que a calculada pelo VaR. Assim, ao utilizar 99% de confiança, espera-se que a cada 100 observações do VaR, em pelo menos 1 vez a perda do investimento financeiro seja superior à perda estimada no cálculo do VaR. 
Existem várias técnicas para o cálculo do VaR. Estas técnicas podem ser divididas em dois grandes grupos: VaR Paramétrico e VaR Não Paramétrico (Simulação).
O VaR Paramétrico baseia-se no conhecimento prévio de uma distribuição estatística (Ex.: Curva Normal) para fazer o cálculo das perdas financeiras com base em hipótese de comportamento da distribuição de probabilidades dos retornos dos ativos. 
O VaR Não Paramétrico não faz hipótese alguma sobre a distribuição de probabilidade dos retornos dos ativos. Nestas técnicas (Ex.: Simulação Histórica, Simulação de Monte Carlo) são utilizadas a história dos próprios retornos para obtenção de informações sobre as perdas financeiras.
IMPORTANTE: O VaR deve ser sempre associado a:
- Uma moeda (valor monetário)
- Um intervalo de tempo
- Uma probabilidade com que a perda será percebida

Ex.: "O VaR da minha carteira, para 1 dia e com 95% de confiança é de $ 100.000,00"
onde:
```
- 
"...para 1 dia"
: significa que o cálculo do 
VaR
 considerou a hipótese de maior perda para acontecer no próximo dia
- 
"...com 95% de confiança"
: significa que para cada 100 dias é esperado que em 5 dias a perda realizada seja maior do que a prevista pelo VaR
- 
"...é de $ 100.000,00"
: Montante financeiro máximo de perda esperada
```

Existem vários estudos adicionais associados ao Value at Risk (VaR), tais como o Teste de Kupiec e o Teste de Chistofferssen. 